# Degeneria vitiensis
Degeneria vitiensis là một loài thực vật có hoa trong họ Degeneriaceae. Loài này được L.W.Bailey & A.C.Sm. mô tả khoa học đầu tiên năm 1942.